# Silnice II/382
Silnice II/382 je silnice II. třídy, která vede z Hrobu ke hraničnímu přechodu Moldava / Neurehefeld. Je dlouhá 11 km. Prochází okresem Teplice v Ústeckém kraji.
Silnice byla přeznačena ze silnice III. třídy na přelomu tisíciletí,[kdy?] proto má i netypické číslo (ostatní silnice řady 38x se nacházejí na jižní Moravě).

## Vedení silnice

### Ústecký kraj, okres Teplice
- Hrob (křiž. I/27, III/25340)
- Mikulov (křiž. III/00823)
- Nové Město (křiž. III/01317, III/01312)
- Moldava (křiž. III/01318)